# كاتارينا شوبرت
كاتارينا شوبرت (بالألمانية: Katharina Schubert)‏ هي ممثلة ألمانية، ولدت في 26 نوفمبر 1963 بفيسبادن في ألمانيا.

## وصلات خارجية
- كاتارينا شوبرت على موقع IMDb (الإنجليزية)
- كاتارينا شوبرت على موقع مونزينجر (الألمانية)
- كاتارينا شوبرت على موقع ألو سيني (الفرنسية)
- كاتارينا شوبرت على موقع أول موفي (الإنجليزية)
- كاتارينا شوبرت على موقع قاعدة بيانات الفيلم (الإنجليزية)
- كاتارينا شوبرت على موقع كينوبويسك (الروسية)